# Silvio Suárez
Silvio Suárez Espinoza (né le 5 janvier 1969 à Itacurubí del Rosario au Paraguay) est un joueur de football international paraguayen, qui évoluait au poste de défenseur.

## Biographie

### Carrière en sélection
Avec l'équipe du Paraguay, il joue 34 matchs (pour aucun but inscrit) entre 1991 et 1997. 
Il figure dans le groupe des sélectionnés lors des Copa América de 1991, de 1993, de 1995 et enfin de 1999.
Il joue également 10 matchs comptant pour les tours préliminaires de la coupe du monde, lors des éditions 1994 et 1998.

## Palmarès
| Club Olimpia \| - Championnat du Paraguay (3) : - Champion : 1993, 1995 et 1997. - Copa Libertadores (1) : - Vainqueur : 1990. \| \| - Supercopa Sudamericana (1) : - Vainqueur : 1990. - Recopa Sudamericana (1) : - Vainqueur : 1991. \| |  | Talleres - Coupe CONMEBOL (1) : - Vainqueur : 1999.                                                |
| - Championnat du Paraguay (3) : - Champion : 1993, 1995 et 1997. - Copa Libertadores (1) : - Vainqueur : 1990. |  | - Supercopa Sudamericana (1) : - Vainqueur : 1990. - Recopa Sudamericana (1) : - Vainqueur : 1991. |